# Adlermarck
Adlermarck var en svensk adelsätt, av vilken ättens sist levande manliga medlem upphöjdes i friherrlig värdighet 1764. Ätten utdog med hans son år 1820. 

## Släkttavla
1. Måns Ekström, rådman och handlande i Eksjö.
  1. Lars Ekström, adlad Adlermarck, född 1660-08-03 i Eksjö. Student vid Uppsala universitet (UM.) 1681-08-17. Höll en latinsk oration i Uppsala 1689. Auskultant i Svea hovrätt 1691-03-29. Vice notarie i Svea hovrätt 1692. Sekreterare hos greve Rehnsköld 1699 (Ach.). Guvernementssekreterare i Skåne 1703-02-23. Adlad 1704-04-06 (introducerad 1710 under nr 1409). Assessor i Svea hovrätt 1716-07-19. Hovrättsråd i Svea hovrätt 1728-03-02. Avsked 1733-06-18. Död 1735-08-27 i Stockholm och begraven i Jakobs kyrka, varest sonen Carl Magnus låt över honom uppsätta ett vackert epitatium. 'Han var en ärlig och rättvis man, som utan girighet samlade mycken rikedom.' Gift 1707-08-05 i Lund med Anna Catharina Adlercreutz, född 1689, död (At (Sch).) 1721-03-21 och begraven i Lunds domkyrka, dotter av kungl. räntmästaren Tomas Teuterström, adlad Adlercreutz nr 1386 och Sofia Ehrenborg nr 1109.
    1. Carl Magnus, friherre Adlermarck, född 1708, död 1775. Se friherrliga ätten Adlermarck nr 266 nedan.
    2. Sofia Catharina, döpt 1709-10-22 i Jakobs församling, Stockholm, död ogift 1801-08-14 i Stockholm.
    3. Tomas Lorentz, född 1711-10-15 i Malmö. Student vid Kungliga Akademien i Åbo (Lå.) 1728. Ekipagemästare i holländsk tjänst. Reste till Ostindien och död ogift 1742 i Batavia.
    4. Anna Christina, döpt 1713-11-26 i Malmö, död ogift 1788-02-23 i Stockholm.
    5. Margareta Johanna, döpt 1718-10-30 i Stockholm, död ogift före 1761-02-16.

## Friherrliga ätten

### Släkttavla
1. Carl Magnus Adlermarck, friherre Adlermarck till Hacksta i Enköpings-Näs socken, Uppsala län. Född 1708-07-15 (1708-06-24) (At (Sch).) i Malmö. Student vid Lunds universitet. Auskultant i Svea hovrätt 1726-10-12. Extra ordinarie notarie i Svea hovrätt 1729-06-02. Kanslist och vice notarie 1733-05-13. Sekreterare i riksens ständers sekreta deputation 1734. Förordnad till vice häradshövding i Stockholms län 1740. Häradshövding i Gripsholms, Eskilstuna och Rävsnäs domsaga 1742-05-29. Vice lagman i Södermanland 1743. Vice lagman i Närke 1745. Assessor i Svea hovrätt 1747-11-05. Hovrättsråd i Svea hovrätt 1756-12-14. Friherre 1764-03-05 (sonen introducerad 1776 under nr 266). Lagman i Södermanland 1765-12-14. Död 1775-04-22 (1775-01-21) (At (Sch).) i Stockholm [Ash], Han fick 1762, på sin svärfaders anhållan, Kungl. Maj:ts tillstånd att dennes friherreutnämning skulle på honom få flyttas och upptog därför, jämte sitt eget vapen, det Wulfvenstiernska. Gift 1743-07-07 med Anna Beata Wulfvenstierna, född 1721-09-16, död 1768-02-13 i Stockholm, dotter av kammarrådet (friherre) Jonas Wulfvenstierna, och hans 1:a fru Maria Gyllenkrok.
  1. Jonas Adolf, född 1745-07-14 i Stockholm. Student vid Uppsala universitet. Död 1763-05-14 i Stockholm och begraven i Enköpings-Näs kyrka.
  2. Lars Fredrik, född 1746-09-17, död 1748-01-08.
  3. Carl Gustaf Adlermarck (1747-1810), svensk kansliråd och friherre till Hacksta. Född 1747-10-12. Extra kanslist i kanslikollegium 1767 (At (Sch).) Extra ordinarie kanslijunkare 1770. Andre sekreterare. Protokollssekreterare vid utrikesexpeditionen 1774-10-00. Kansliråds titel 1776 (At (Sch).). LVA 1800-10-29. Avsked. Död 1810-06-20 på sitt fideikommiss Hacksta, och med honom utgick ätten. Gift 1:o 1773-12-05 Gottenvik med grevinnan Hedvig Elisabet Posse, född 1755-02-12, död 1774-01-22, på Gottenvik, dotter av en av rikets herrar, generalen greve Fredrik Posse, och friherrinnan Ulrika Eleonora Wrangel af Lindeberg. Gift 2:0 1776-10-17 i Stockholm med friherrinnan Anna Elisabet Boije af Gennäs, född 1752-06-17, död 1807-04-26 i Stockholm, dotter av presidenten Hans Henrik Boije af Gennäs, friherre Boije af Gennäs, och Anna Helena Hermelin.
    1. Anna Charlotta Sofia, född 1784-04-29, död 1832-02-06 på Hacksta. Gift 1807-09-24 i Stockholm med ministern, friherre Göran Ulrik Silfverhielm, i hans 2:a gifte, född 1762, död 1819.
    2. Elisabet, född 1786-02-20, död 1786-02-20.

  4. Sofia Lovisa, född 1750-09-01 i Stockholm, död i Stockholm 1750-12-02.
  5. Anna Maria, född 1752-07-08. Stiftsjungfru. Död ogift 1771-12-20.
  6. Johan Fredrik, född 1755-07-14, död 1757-02-19.
  7. Hedvig Margareta, född 1758-06-01 i Stockholm. Stiftsjungfru. Död 1825-03-05 i Stockholm. Gift 1775-09-26 på Hacksta med hovjunkaren Gustaf Silfverstråle, född 1748, död 1816.